# Mas Cànovas
Can Cànoves és una obra de Pineda de Mar (Maresme) inclosa a l'Inventari del Patrimoni Arquitectònic de Catalunya. Al costat hi ha la Torre de defensa de la Masia de Can Canoves.

## Descripció
Masia situada als peus del turó de Montpalau. Consta de planta baixa, un pis i golfes amb teulada a doble vessant i el carener perpendicular a la façana principal. La porta d'entrada és d'arc de mig punt adovellat i, seguint el mateix eix, hi ha una finestra allindada a cada planta. Al primer pis del costat dret de la façana s'obre una finestra però la del costat esquerre queda tapada per un cos annex de planta baixa i dos pisos. Al costat d'aquest cos s'alça una torre. Totes les finestres tenen la llinda i els brancals fets amb grans carreus de pedra ben treballada. Una de les finestres de la torre és gòtica.
Hi ha altres cossos annexos: corrals de bestiar petit, estables de bestiar gran, tres cossos independents i la pallissa o graner. Dels cossos aïllats cal destacar el graner, edificat també durant el segle xiv, amb dues naus separades per un mur de pedra, cobertes amb teulada a doble vessants i obertes amb dues grans arcades de pedra damunt les quals hi ha finestres rectangulars amb llinda i brancals de pedra.

## Història
La primera documentació escrita de la casa data del 1148. L'any 1215 el senyor de la casa, que era de franc alou, era el cavaller Berenguer de Canovis. Durant l'Edat Mitjana només existia l'edifici de la masia però després dels atacs dels corsaris turcs de l'1 d'agost de 1545, es va edificar aquesta torre que servia d'amagatall i refugi; en cas de produir-se un atac, només calia enretirar els taulons de fusta que comunicaven la casa amb la torre, que esdevenia inaccessible. Al segle xvii es va construir una capella que unia la casa amb la torre.
La propietat del mas ha estat de la família Cànovas fins al segle xviii. Posteriorment ha estat propietat de les famílies Prat de Sant Julià, Casanova i Vives.